# Chua Kuo-feng
Chua Kuo-feng (čínsky pchin-jinem Huà Guófēng, znaky 华国锋; 16. února 1921 – 20. srpna 2008), vlastním jménem Su Ču (čínsky pchin-jinem Sū Zhù, znaky 苏铸) byl čínský komunistický politik, jeden ze čtyř politiků, o nichž politologové hovoří jako o Nejvyšším vůdci (paramount leader) Čínské lidové republiky ve 20. století (určení nejvyššího vůdce není v čínském politickém systému přímočaré, největší vliv není vždy zaručen formálně významnou funkcí). Chua Kuo-feng byl druhým vůdcem komunistické Číny po Mao Ce-tungovi, a to v letech 1976–1978. Byl to on, kdo zastavil tzv. Gang čtyř, který uvrhl Čínu do chaosu. Zastával v té době několik klíčových funkcí: premiéra, neboli předsedy státní rady (1976–1980), předsedy Ústředního výboru Komunistické strany Číny (1976–1978) a předsedy Ústřední vojenské rady Číny (1976–1981). Jeho politická ideologie je známa pod obtížně přeložitelným názvem „Dvě všechna“ (两个凡是) (podle jeho hesla „Budeme dodržovat všechna rozhodnutí předsedy Maa a všechny návody, které předseda Mao dal“).
V letech 1949–1971 byl regionálním politikem v provincii Chu-nan. V pozdním období Kulturní revoluce se dostal do čela komunistického vedení v Hunanu. Okolo roku 1976 se přesunul do mocenského centra a získal si důvěru Mao Ce-tunga díky věrnosti jeho učení. Po Čou En-lajově smrti poměrně překvapivě získal funkci premiéra. Po Mao Ce-tungově smrti pak i další dvě klíčové politické funkce, k nelibosti takzvaného Gangu čtyř, který rovněž usiloval o moc. Z politického zápasu vyšel vítězně Chua Kuo-feng, když nechal členy Gangu čtyř zatknout a uvěznit. Oficiálně ukončil Kulturní revoluci a zabránil v řádění Rudých gard a pokračování nejhorších excesů. Byl nicméně odhodlán držet se Mao Ce-tungova učení a chtěl patrně nastolit režim zhruba sovětského typu. To ho ovšem vyšachovalo ze hry, když začal stoupat vliv Teng Siao-pchingovy skupiny, která usilovala o mnohem zásadnější, zejména ekonomické reformy. Bodem zlomu se stalo Třetí plenární zasedání Ústředního výboru Komunistické strany Číny roku 1978, kde byl Chua podroben kritice a moci se de facto ujal Teng Siao-pching, přestože Chua dál držel své funkce, které postupně ztrácel na začátku 80. let.
Protože jeho vláda trvala zhruba jen dva roky, a to v době značného chaosu, a protože politický systém Číny je dosti složitý, není Chua na Západě příliš znám, na rozdíl od čtyř dalších „Nejvyšších vůdců“ (Mao Ce-tung, Teng Siao-pching, Ťiang Ce-min, Chu Ťin-tchao), a to přesto, že jako první čínský vůdce od roku 1949 navštívil roku 1979 Evropu a setkal se například s Margaret Thatcherovou, s níž dohodl obrysy budoucích dohod o Hongkongu.
Chua změnil text čínské hymny, aby obsahovala oslavu Maa a Komunistické strany Číny, tyto zásahy však byly později zrušeny.
Zemřel 20. srpna 2008 během 29. letních olympijských her v Pekingu, zmínka o jeho smrti se do médií dostala jen okrajově. Po skončení olympiády byl pohřben za účasti nejvyšších čínských představitelů – přítomni byli mj. Chu Ťin-tchao, Wen Ťia-pao či Ťiang Ce-min.

## Mládí
Narozen ve městě Ťiao-čcheng, Šan-si, jako čtvrtý syn do rodiny, jež původně pocházela z Fan-sien, Che-nan. Chua ztratil svého otce ve svých sedmi letech.  Studoval na Obchodní škole v Ťiao-čcheng a do strany vstoupil v roce 1938, za druhé čínsko-japonské války. Jako mnoho dalších nadšených komunisté této doby si i on změnil své jméno na Huá Guófēng, což je zkratkou 中華抗日救國先鋒隊" (Zhōnghuá kàngrì jiùguó xiānfēng duì; ‚Čínský předvoj národní spásy proti japonské agresi‘). Po odsloužení dvanácti let v 8. pochodové armádě pod vedením generála Ču Te, byl v roce 1947, během Čínské občanské války, jmenován stranickým výborem vedoucím propagandy pro okres Ťiao-čcheng.
Chua se společně s vítěznou Čínskou lidovou osvobozeneckou armádou v roce 1948 přesunul do Chu-nanu, kde se oženil s Chan Č'-ťun. V provincii Chu-nan působil až do roku 1971. V srpnu 1949 byl jmenován Tajemníkem strany pro okres Siang-jin, jen měsíce před založením Čínské lidové republiky v říjnu, téhož roku. V roce 1952 se stal tajemníkem pro zvláštní okres Siang-tchan, v němž se nacházelo i rodné město Mao Ce-tunga, Šao-šan. V této pozici nechal vystavět pamětní místo právě pro Mao Ce-tunga. Když v červnu 1959 sám Mao navštívil toto místo, byl potěšen. Mao se poprvé setkal s Chua Kuo-fengem v roce 1955 a zdá se že byl zaujat jeho jednoduchostí.
Fakt, že tehdejší guvernér provincie Chu-nan, generál Čcheng Čchien, nebyl komunistou (patřil do Revolučního výboru čínského Kuomintangu, což byla levicová nacionalistická frakce Kuomintangu, která spolupracovala s Komunistickou stranou Číny), měl Chua postupně více a více prostoru dostat s k moci na provinční úrovni. V roce 1958 byl tak jmenován viceguvernérem provincie Chu-nan. 

## V pozici moci
Chua byl v roce 1971 povolán do Pekingu, aby pro Čou En-laje řídil Úřad zaměstnanců Státní rady, na tomto postu setrval pouhých pár měsíců, než se navrátil na svou původní pozici do Chu-nanu. Později téhož roku, byl jmenován jako nejmladší člen do sedmičlenné komise vyšetřující aféru kolem Lin Piaoa dokazující, jak velkou naději v něho sám Mao vkládal. V roce 1973 byl Chua znovu zvolen jako plnohodnotný člen 10. ústředního výboru Komunistické strany Číny a povýšen na člena Politbyra ústředního výboru Komunistické strany Číny. Téhož roku byl Čou En-lajem jmenován do vedení zemědělského rozvoje. 
V roce 1973 byl také Maem jmenován Ministrem veřejné bezpečnosti a předsedou vlády, tyto pozice mu umožnili kontrolu nad policejním sborem a bezpečnostními složkami. Chuův vzrůstající vliv byl dále potvrzen faktem, že mu bylo pronést řeč o modernizaci zemědělství v říjnu stejného roku, kde se odrážel vliv Čou En-laje.